# Triangle (X-Files)
Triangle est le 3e épisode de la saison 6 de la série télévisée X-Files. Dans cet épisode, Mulder, parti à la recherche d'un paquebot disparu dans le Triangle des Bermudes, se retrouve à son bord au tout début de la Seconde Guerre mondiale et avec des sosies de ses collègues du FBI.
Écrit et réalisé par Chris Carter, l'épisode s'est révélé particulièrement coûteux. Il a été tourné dans un style visuel unique qui fait appel à des écrans divisés et une construction en quatre actes donnant l'illusion de longs plan-séquences. Il comporte par ailleurs plusieurs références au film Le Magicien d'Oz. Il a été globalement bien accueilli par la critique, qui a salué le travail du réalisateur. Les analystes de la série ont particulièrement débattu des différences et similarités entre les personnages habituels de la série et leurs doubles, ainsi que de la probable hypothèse que l'épisode n'était qu'un rêve de Mulder.

## Résumé
Mulder, en train de se noyer après le naufrage de son canot, est repêché par des marins britanniques à bord du paquebot Queen Anne. Amené devant le capitaine, Mulder explique qu'il est à la recherche du Queen Anne, qui a disparu dans le Triangle des Bermudes en 1939 et qui vient de réapparaître brutalement. L'équipage ne croit pas à son histoire et pense qu'il est un espion nazi. Le paquebot est alors abordé par des SS. Mulder est enfermé dans les quartiers du capitaine et entend à la radio que la Seconde Guerre mondiale vient d'éclater. Il assomme un SS qui est le parfait jumeau de Jeffrey Spender et lui vole son uniforme. Il croise dans la salle de bal une femme ressemblant de façon stupéfiante à Scully, puis est rattrapé par les nazis, commandés par un officier qui est le sosie de l'homme à la cigarette.
Dans le présent, les Lone Gunmen apprennent à Scully qu'ils ont perdu tout contact avec Mulder, parti à la recherche du Queen Anne. Scully remue ciel et terre pour le retrouver. Elle se heurte à l'hostilité de Spender et d'Alvin Kersh, mais Skinner finit par lui fournir des informations secrètes en provenance du Pentagone sur la localisation du paquebot. Sur le Queen Anne, Mulder, désormais enfermé avec l'équipage dans la salle des machines, apprend que les nazis recherchent une arme portant le nom de code d'« Artémis ». Mulder, qui sait que c'est en fait un scientifique, le leur révèle. Il persuade les marins de faire faire demi-tour au navire, dans l'espoir de repasser en sens inverse la faille temporelle qui l'a conduit dans le passé.
Mulder est dénoncé par l'un des marins, qui était un espion nazi, et est amené dans la salle de bal. L'homme à la cigarette lui ordonne d'identifier le scientifique, sans quoi les passagers seront exécutés un par un. Devant le refus d'obtempérer de Mulder, ils tuent deux hommes. Le sosie de Scully leur crie d'arrêter. Elle prétend être le scientifique en question mais celui-ci se dénonce. Alors que les nazis se préparent à tuer Mulder et « Scully », qui est en fait un agent de l'OSS chargée de protéger le scientifique, les marins britanniques surgissent. Un combat éclate entre eux et les nazis, permettant à Mulder et l'agent de l'OSS de s'échapper. Pendant ce temps, Scully et les Lone Gunmen trouvent le Queen Anne et montent à son bord mais n'y trouvent personne.
Mulder et « Scully », tenus en joue par un nazi, sont sauvés par le sosie de Skinner, qui est un agent américain infiltré. Avant de sauter par-dessus bord pour revenir dans le présent, Mulder embrasse « Scully », et celle-ci lui donne un coup de poing dans la mâchoire. Mulder est trouvé flottant au milieu de débris et se réveille dans un hôpital, avec Scully, Skinner et les Lone Gunmen à son chevet. Il essaie de leur raconter son histoire mais ils lui affirment qu'il délire. Avant que Scully ne quitte la pièce, Mulder lui dit qu'il l'aime. Scully roule des yeux, incrédule, et s'en va. Mulder s'aperçoit que sa mâchoire est douloureuse.

## Distribution
- David Duchovny : Fox Mulder
- Gillian Anderson : Dana Scully / l'agent de l'OSS
- William B. Davis : l'homme à la cigarette / l'oberführer SS
- Chris Owens : Jeffrey Spender / l'untersturmführer SS
- Mitch Pileggi : Walter Skinner / le sturmbannführer SS
- James Pickens Jr. : Alvin Kersh / le marin jamaïcain
- Tom Braidwood : Melvin Frohike
- Dean Haglund : Richard Langly
- Bruce Harwood : John Fitzgerald Byers
- Madison Mason : le capitaine Yip Harburg
- Trevor Goddard, Greg Ellis, G. W. Stevens et Nick Meaney : les marins britanniques

## Production

### Préproduction
Chris Carter développe l'idée du scénario de Triangle alors qu'il travaille sur l'épisode Patient X de la 5e saison. Lors du tournage de cet épisode, Carter utilise un nombre particulièrement élevé de pellicules, et son équipe lui offre un faux trophée pour se moquer de lui. Cela donne à Carter l'idée de réaliser un épisode composé de longs plan-séquences, dans un style similaire à celui utilisé par Alfred Hitchcock dans le film La Corde (1948). Carter a par ailleurs déclaré que l'idée du scénario lui est venue alors qu'il pensait à ce que le subconscient de Mulder pourrait imaginer. Il cite également comme inspiration le court métrage La Rivière du hibou (1962).
Les responsables de Fox hésitent à donner leur autorisation car ils pensent, à raison, que le coût va excéder le budget habituel d'un épisode, qui est de 2 500 000 $. Pour les persuader, Carter les appâte en insistant sur la comparaison avec La Corde. Le budget de l'épisode atteint finalement 4 000 000 $, ce qui oblige Carter à réaliser par la suite quelques épisodes peu coûteux, notamment Les Amants maudits, pour compenser.

### Tournage

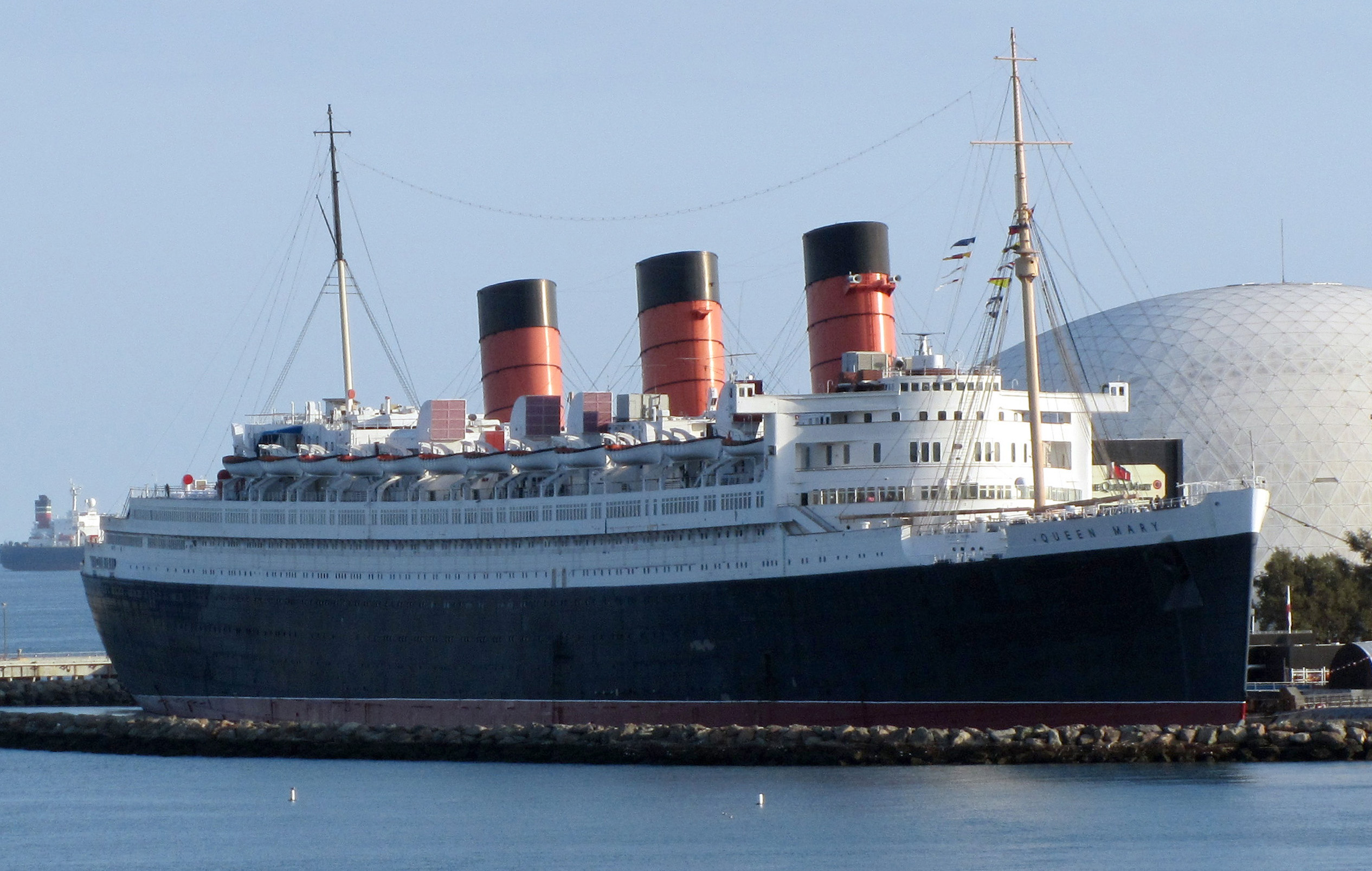
Les scènes censées se dérouler à bord du Queen Anne ont été tournées sur le Queen Mary.

Les scènes se déroulant sur le paquebot sont tournées à Long Beach, à bord du Queen Mary. Le tournage à bord de ce navire devenu un hôtel dure onze jours, et un échafaudage enveloppé de toile opaque est construit sur le pont afin de bloquer les lumières de la ville. Carter, mécontent du style rénové donné aux corridors et à la salle de bal du paquebot, le fait retapisser et redécorer en partie afin de lui redonner un style années 1930. Tout est remis en l'état initial à la fin du tournage.
Gillian Anderson compare l'épisode à une pièce de théâtre car les quatre actes de l'épisode sont filmés en plusieurs plans continus, le montage donnant l'impression de quatre actes homogènes sans interruption. Pour les scènes se déroulant au siège du FBI, des décors différents sont construits juste derrière les portes du décor de l'ascenseur. À plusieurs reprises durant le tournage des scènes dans l'ascenseur, ses portes s'ouvrent avant que le décor contigu n'ait été transformé, ce qui gâche le plan.
Afin d'ajouter de l'authenticité, des acteurs britanniques et allemands sont engagés pour interpréter les marins britanniques et les soldats nazis. Des costumes de marins ayant été créés pour le film Titanic sont récupérés pour l'occasion, et plus de 150 figurants participent à la scène du combat dans la salle de bal. Le seul acteur régulier de la série à connaître l'allemand est Mitch Pileggi, qui a fait une partie de ses études en Allemagne. Pileggi réécrit lui-même une partie de ses dialogues car ils n'ont pas de sens dans le contexte de certaines scènes. Les lignes de dialogues de William B. Davis sont entièrement en allemand, ce qu'il n'apprend qu'en recevant le scénario. Un acteur allemand lui enregistre ses dialogues sur une cassette, Davis ayant ensuite deux semaines pour les apprendre phonétiquement. La tagline habituelle du générique, The Truth Is Out There, est traduite pour l'épisode en allemand, ce qui donne Die Wahrheit ist irgendwo da draußen.
Les acteurs et l'équipe de l'épisode reconnaissent que son tournage a été physiquement et mentalement éprouvant, David Duchovny plaisantant par exemple sur le fait qu'il « pourrait remporter l'Emmy Award du plus grand nombre de contusions ». Tom Braidwood, qui interprète Frohike et qui a également officié plusieurs fois comme assistant de réalisation au cours de la série, note que c'est William B. Davis qui a eu la tâche la plus ardue en raison de ses dialogues en allemand. Devant le résultat final, la réaction des acteurs est très positive. Gillian Anderson déclare que son premier visionnage de l'épisode a été « une expérience formidable » car cela a balayé tous ses doutes. Chris Owens affirme que ce qu'il apprécie le plus avec cette série, ce sont les « immenses défis » qu'elle se jette à elle-même.

### Style visuel
L'épisode est conçu d'une manière qui laisse croire qu'il est composé de quatre plan-séquences de onze minutes chacun. Carter explique que quand il a annoncé qu'il voulait faire un épisode constitué de quatre plans ininterrompus, « tout le monde l'a regardé comme s'il était cinglé ». Le caméraman Dave Luckenbach filme tout l'épisode avec une steadicam mais celle-ci ne peut contenir que quatre minutes de pellicule, ce qui rend nécessaire un montage et des coupures très discrètes. Ces coupures ont généralement lieu lors de rapides plans panoramiques ou pendant des scènes se déroulant dans l'obscurité,. Les seules coupures visibles sont celles où l'action bascule entre les deux périodes de temps. Cela oblige les prises à frôler la perfection, seule deux prises sur dix étant par exemple considérés comme satisfaisantes le huitième jour de tournage. L'éclairage des décors à bord du paquebot se révèle particulièrement ardu.
Le dernier acte de l'épisode comporte la particularité d'utiliser des écrans divisés. Ces derniers assurent la transition entre les événements se déroulant en même temps dans le passé et dans le présent, l'une des deux actions chassant progressivement l'autre de l'image. Par ailleurs, ils présentent parfois un événement similaire dans les deux époques depuis des angles presque identiques. Ainsi, quand Scully marche dans les corridors du paquebot, elle le fait en même temps que Mulder et son double de 1939 ; le tout étant filmé de telle manière que, quand les personnages se croisent, ils passent dans l'autre partie de l'écran divisé. Cet effet est inspiré au réalisateur par le clip de la chanson Closing Time du groupe Semisonic.

### Post-production
La monteuse Louise Innes, qui travaille pour la première fois sur la série à l'occasion de cet épisode, affirme que le processus de montage « n'a pas été aussi facile qu'il le paraissait ». Innes est en effet chargée de raccorder environ quarante plans pour donner l'illusion d'un seul plan-séquence. Une fois le premier montage effectué, d'autres problèmes doivent être résolus. Par exemple, deux prises d'une scène où Scully rentre en courant dans un ascenseur sont utilisées mais leurs couleurs ne sont pas totalement identiques et doivent être numériquement corrigées. L'épisode, tourné dans un format d'image 2,35:1, est affiché en mode letterbox lors de sa diffusion pour s'adapter aux écrans de télévision de format 1,33:1. C'est le premier épisode de la série à recevoir ce traitement, qui permet une plus grande surface d'image.
Mark Snow s'inspire de la musique des big bands de Gene Krupa, Glenn Miller, Tommy Dorsey et Harry James pour composer celle de l'épisode. L'air entraînant qui accompagne le combat dans la salle de bal s'inspire quant à lui d'une mélodie swing composée par John Williams pour le film 1941 (1979). Chris Carter utilise par ailleurs certaines de ses musiques préférées des années 1930 et 1940 pour les transitions entre les scènes. Un arrangement du standard de jazz Jeepers Creepers (1938) est également inclus.